# Salix plocotricha
Salix plocotricha — вид квіткових рослин із родини вербових (Salicaceae).

## Морфологічна характеристика
Це кущ. Дворічні гілочки голі; молоді гілочки з ниткоподібними волосками біля основи. Листкові ніжки до 2 см, іноді з залозками; листкова пластинка довгаста чи зворотно-яйцеподібно-еліптична, ≈ 9 × 3.5 см, абаксіально (низ) зеленувата, адаксіально зелена, обидві поверхні голі чи майже так зрілому стані, край віддалено городчасто-пилчастий, рідко суцільний, верхівка тупа чи загострена. Сережки ≈ 5 × 0.6 см. Плодоносні сережки до 10 × 1 см. Коробочка ≈ 5 мм, волосиста.

## Середовище проживання
Тибет, зх. Сичуань, пд. Ганьсу. Населяє гори; на висотах 2200–2500 метрів.